# São Paulo (Lisbonne)
Pour les articles homonymes, voir São Paulo (homonymie).
São Paulo est une freguesia de Lisbonne.